# جون إس. مارتن
جون إس. مارتن هو سياسي كندي، ولد في 2 أغسطس 1855، وتوفي في 9 يونيو 1946.